# Härnösands folkhögskola

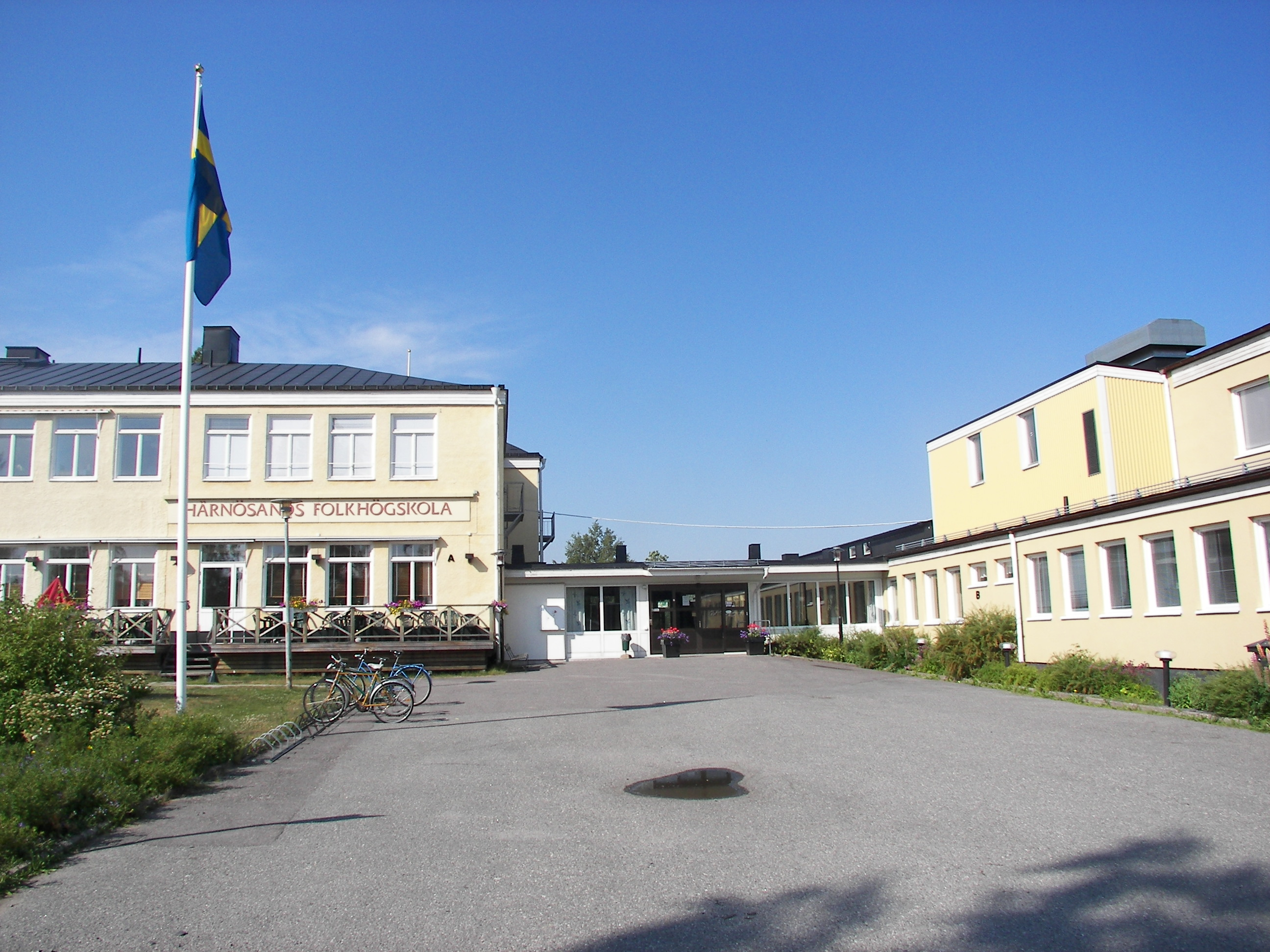
Härnösands folkhögskola

Härnösands folkhögskola är belägen på Murberget i Härnösand och drivs av Equmeniakyrkan och Equmenia. Den grundades 1942 av Svenska Missionsförbundet under namnet Mellersta Norrlands Ungdomsskola. 
Skolan ger förutom allmänna behörighetsgivande kurser bland annat teckenspråkskurser, tolkutbildningar, musik- och danskurser, idéinriktade kurser samt studiemotiverande folkhögskolekurs, etableringskurs och sfi för personer med funktionsnedsättning. Den har studenthem och driver även gästhem och restaurang.

## Rektorer
- 2023– Hans Noreliusson
- 2021–2022 Hans Wikström
- 2014–2020 Ola Bojestig
- 2011–2014 Eduardo Gran Villanueva-Contreras
- 1999–2010 Fred Nilsson
- 1978–1999 Kjell Forsvall
- 1971–1978 Stig Rikner
- 1952–1970 Enar Wallin
- 1942–1951 Josef Wallinder

## Utbildning i klassisk musik
Kapellsbergs musikskola grundades 1961 på Kapellsbergs herrgård i Härnösand som filial till Framnäs folkhögskola. Den förste föreståndaren var den klassiske violinisten tillika spelmannen Jonas Röjås (1961–77 med vissa uppehåll). Utbildningen blev 1976 Härnösands folkhögskolas musiklinje. Verksamheten flyttades 1981 till nya lokaler på folkhögskolan. Namnet Kapellsbergs musikskola användes dock fram till 2008. Under 28 år var tonsättaren Peter Lyne linjeföreståndare.
Musiklinjen Kapellsberg ger idag undervisning i opera, instrument samt komposition och elektroakustisk musik. 
- Föreståndare för Musiklinjen Kapellsberg, tidigare Kapellsbergs musikskola
  - 2011— Helén Lundquist-Dahlén
  - 1983–2011 Peter Lyne
  - 1977–1982 Jan Wolf-Watz
  - 1961–1977 Jonas Röjås

## Musikhandledarlinje
Musikhandledarlinjen var en tvåårig pedagogisk yrkesutbildning vid Härnösands folkhögskola. Den startades 1976 av Jonas Röjås.  Musikhandledare arbetade med musik som en social kraft i olika typer av grupper, exempelvis inom musik- och kulturskolor, fritidsgårdar, förskola, skola, särskola, äldrevård, omsorg men den har avvecklats.